# Piervy Kanal
Primeiro Canal (em russo: Первый канал, transl Pervyy kanal; pronúncia em russo: [pʲɛrvɨj kənɑl]) é o canal de televisão russo com a área mais ampla de recepção. De acordo com uma publicação recente do governo, o governo russo controla 51% das suas acções.[carece de fontes?] Sua sede fica no Centro Técnico "Ostankino", perto da Torre Ostankino, em Moscou. O Channel One tem mais de 250 milhões de telespectadores em todo o mundo. É o primeiro dentre os principais canais da Rússia.
De 1995 a 2002 a emissora foi chamada de Televisão Pública Russa. (em russo: Общественное Российское Телевидение, transl Obschestvennoye Rossiyskoye Televideniye).

## História
Assim que a União Soviética foi abolida, a Federação Russa assumiu a maioria de suas estruturas e instituições. Um dos primeiros atos do novo governo de Boris Yeltsin foi a assinatura de um decreto presidencial em 27 de dezembro de 1991, estabelecendo a jurisdição russa sobre o sistema central de televisão. A antiga Gosteleradio da era soviética foi transformada na 'Companhia Estatal Russa de Rádio e TV Ostankino'.
Posteriormente, em um decreto presidencial de 30 de novembro de 1994, o então presidente Yeltsin fez de Ostankino uma sociedade anônima fechada, transformando-o na Televisão Pública Russa (Obschestvennoe Rossiyskoye Televideniye ou ORT), até 2000. As ações foram distribuídas entre órgãos estaduais (51%) e acionistas privados, incluindo vários bancos (49%). A privatização parcial foi inspirada pela situação financeira intolerável de Ostankino devido aos enormes custos de transmissão e uma folha de pagamento inchada (equipe total de cerca de 10.000 no início de 1995).
Após a  colapso financeiro de 1998, o canal obteve um empréstimo governamental de $ 100 milhões de vários bancos controlados pelo estado (Vneshekonombank).  Ainda em 1998, a sociedade anônima fechada foi transformada em sociedade anônima. No entanto, o controle dos votos no conselho de administração permaneceu nas mãos de estruturas ligadas ao então empresário Boris Berezovsky ligado ao Kremlin. Graças a esse estado de coisas, Berezovsky conseguiu preservar o controle sobre os fluxos de caixa do canal e também sobre sua linha editorial até 2000.
Manteve os tradicionais programas e programas do Primeiro Canal da Televisão Soviética, como Vremya, KVN, Chto? Gde? Kogda?, V mire zhivotnykh e Clube de Viajantes; os dois últimos programas não estão mais no ar neste canal.

## Séries

### Séries Antigas
- Detectives (Детективы, Detektivy)
- Love's Fire (Огонь Любви, Ogon' Lyubvi)
- Trace (След,Sled)
- Hot Ice (Жаркий Лёд, Zharkiy Lyod)
- Wide River (Широка Река, Shir`oka Rek`a)

### Séries atualmente passando
- Lost (Остаться в Живых, Ostat'sya v Zhyvykh)
- Lie To Me (Обмани меня, Obmani menya)
- Ugly Betty (Дурнушка, Durnushka)
- FlashForward (Вспомни, что будет, Vspomni, chto budet)
- Unbeatable Banzuke (Непобедимый Банзуке, Nepobedimy Banzuke)

## Novelas Brasileiras
- Tropicaliente. Abril - Dezembro 1995
- Mulheres de Areia. Janeiro - 3 de Julho de 1996
- A Próxima Vítima. Julho 1996 - 1997
- O Rei do Gado. 1997 - 1998
- Anjo mau- 1998
- Avenida Brasil-2013